# ميمونة أبو بكر الحامد
ميمونة أبو بكر سالم الحامد هي شاعرة وإعلامية يمنية. ولدت عام 1948 في مدينة المكلا في محافظة حضرموت. انتقلت إلى عدن وأكملت الثانوية هناك. حصلت على دبلومين في العلوم الاجتماعية واللغة الإنجليزية. التحقت بالعمل الإذاعي في إذاعة المكلا وتلفزيون الجمهورية اليمنية. أجادت كتابة الشعر، وخاصةً الغنائي منه. ويتميز شعرها بالسلاسة والبساطة، وهذا ما شجع العديد من الفنانين للتغني بأشعارها أبرزهم عبد الرحمن الحداد.